# Skíðaríma
Skíðaríma är en skämtsaga på vers, en så kallad ríma, som författades omkring år 1400 av den isländske skalden Sigurðr Þórðarson fóstri på versmåttet ferskeytt.

## Handling
Dikten handlar om en övermodig och skrytsam luffare vid namn Skide (Skíði), som på gården Hitardal en natt drömmer att han blir ledsagad till Valhall, där han får i uppdrag att tjäna som skiljedomare i tvisten mellan fornkungarna Hedin och Högne. Högne vägrar nämligen att till Hedin gifta bort sin dotter Hild, och de båda kungarnas hjaðningavíg hotar nu att ödelägga hela Valhall. Skide erbjuder sig chevalereskt att själv äkta den fagra prinsessan om detta kan lösa tvisten, vilket Hild otroligt nog accepterar. Rimans komik ligger framför allt i den lyckade växlingen mellan det högstämda och det krasst vardagliga. Luffaren behandlas i drömmens Valhall som den ädle hjälte han själv inbillar sig vara, men i hans manér och språk bryter verkligheten igenom. Detta blir ödesdigert när han av misstag (miss)brukar Guds namn, som inte bör nämnas i Valhall, och dessutom råkar göra korstecknet. Nu drämmer Heimdall i vredesmod Gjallarhornet i käften på Skide, varpå det utbryter ett vilt slagsmål mellan de einhärjar som tar luffarens parti och de som vill kasta ut honom. Otroliga hjältedåd utförs under striden, inte minst av Skide själv. När han till sist vaknar upp, utslängd ur drömmen av Sigurd Fafnesbane, är han både mörbultad och blåslagen – men har ändå lyckats få med sig en av Fafners utslagna huggtänder, vilken senare blir vackert snidad och omvandlad till biskopskräkla; den finaste i Hólar. Dikten har i allt 202 strofer.
Lustigt nog är Skíðaríma inte helt utan verklighetsbakgrund. Luffaren Skide har faktiskt existerat och omtalas i Sturlu saga (som ingår i Sturlungasagan). Hans märkliga dröm omtalas också, dock utan några detaljer, i de isländska annalerna för år 1195, vilket alltså bör ha varit det år då kalabaliken i Valhall inträffade.
Skíðaríma anses vara en höjdpunkt inom den isländska rimadiktningen. Hele rímen er i virkeligheden enestående, en perle i rímedigtningen, sammanfattar Finnur Jónsson.